# 15882 Dingzhong
15882 Dingzhong è un asteroide della fascia principale. Scoperto nel 1997, presenta un'orbita caratterizzata da un semiasse maggiore pari a 2,2972227 au e da un'eccentricità di 0,1322491, inclinata di 2,30388° rispetto all'eclittica.